# Arnold Gheyloven
Arnold Gheyloven ou Arnold Gheiloven, dit aussi Arnold de Rotterdam (en latin : Arnoldus Rotterodamensis), né vers 1375 à Rotterdam dans le comté de Hollande et mort le 31 août 1442 au prieuré de Groenendael dans le duché de Brabant, au sud de Bruxelles, est un moine augustin, membre des Frères de la vie commune, juriste, spécialiste de droit canonique.

## Biographie
Peu d'éléments sont connus sur ses origines et sa jeunesse : il est né à Rotterdam (il se désigne dans son Remissorium juris utriusque comme « Arnoldus Theoderici de Hollandia de Rotterdam ») dans le comté de Hollande, état féodal du Saint-Empire romain germanique.
Il étudie les arts libéraux à Vienne, puis suit en Italie pendant 6 ans les cours de Gaspare Calderini à la faculté de droit de Bologne, puis à l'université de Padoue ceux de Francesco Zabarella, un juriste réputé. Il y vit dans la maison de son professeur en compagnie d'un autre étudiant, Pier Paolo Vergerio ; il y fait la connaissance de membres de la famille de Pétrarque et se familiarise avec l'œuvre du poète, dont de nombreuses réminiscences et citations, notamment du De Remediis utriusque fortunae, figurent dans ses œuvres ultérieures.
Il est reçu docteur en droit canon (doctor decretorum) au mois d'octobre 1403. De retour en Flandre, il intègre vers 1407-1409 la congrégation des Frères de la vie commune qui suivait la règle de saint Augustin et rejoint avant 1424 en tant que chanoine régulier de saint Augustin le prieuré de Groenendael près de Bruxelles, dans le duché de Brabant dépendant des Pays-Bas bourguignons, où s'applique le nouveau courant de spiritualité chrétienne de la devotio moderna ; le monastère rallie en 1412 la congrégation de Windesheim.
Arnold Gheyloven y passe le reste de sa vie, partageant son temps entre les exercices de piété, la copie de manuscrits et la rédaction d’ouvrages de droit et de théologie. Il enrichit la bibliothèque du prieuré avec les nombreux manuscrits qu'il y apporte lors de son entrée et ceux qu'il y compose. Il y meurt le 21 août 1442.

## Œuvres

### LeGnotosolitos
Son principal ouvrage intitulé Gnotosolitos est une somme de théologie morale et de droit canon. Arnold en compose deux versions : l'une abrégée, Gnotosolitos parvus, où il s'adresse aux étudiants de Louvain et de Deventer qui se destinent à la prêtrise ; l'autre est une version longue, Gnotosolitos magnus, destinée aux clercs professionnels, écrite en 1423-1424, dont 16 manuscrits sont conservés et qui est le premier livre imprimé par les Frères de la vie commune à Bruxelles en 1476 sous le titre Gnotosolitos, sive Speculum conscientae,. Gnotosolitos est un néologisme qui renvoie à l'adage philosophique grec Gnothi seauton (en grec ancien wikt:γνῶθι σεαυτόν) : Connais-toi toi-même.
L'ouvrage est organisé en 13 chapitres ; l'auteur y passe en revue les éléments de théologie, de morale et de droit canon qui sont requis des prêtres pour entendre les confessions et aider l'examen de conscience : les sept péchés capitaux ; les dix commandements ; les douze conseils évangéliques ; les cinq sentences ; les douze articles de foi ; les sept sacrements ; les huit béatitudes ; les sept dons du Saint-Esprit ; les sept œuvres de miséricorde corporelles ; les sept œuvres de miséricorde spirituelles ; les neuf péchés contre le prochain ; les sept péchés contre le Saint-Esprit ; les quatre péchés de vengeance. Dans l'édition imprimée de 1476, trois sections supplémentaires sont ajoutées : les douze fruits du Saint-Esprit ; les trois vertus théologales ; les quatre vertus cardinales, avec une seconde partie qui traite de l'excommunication.
Plusieurs manuscrits du Gnotosolitos figurent au XVe siècle et au XVIe siècle dans les bibliothèques des Pays-Bas méridionaux : en 1443, Jean Bont (mort en 1454), président de la Chambre du Conseil puis chancelier de Brabant sous Philippe le Bon, lègue un Gnotosolitos à la collégiale Sainte-Gudule de Bruxelles en spécifiant qu'il doit être enchaîné dans le chœur ; sept autres bibliothèques privées dont on conserve les catalogues contiennent un manuscrit de cette œuvre, dont celle de Martin Steenberch, secrétaire ducal, et celle d'Antoine de Lalaing qui en a acheté un exemplaire copié sur papier en 1527 à la vente des livres de l'évêque d'Utrecht Philippe de Bourgogne. L'exemplaire conservé à la Bibliothèque Mazarine à Paris sous la cote Ms. 933 provient des chanoines réguliers du prieuré de Bethléem à Herent près de Louvain. Celui de la bibliothèque municipale de Cambrai (cote Ms. 372) comporte la mention de l'achat du manuscrit en 1448 par Paul de Rota, chanoine et trésorier de Cambrai et de Sainte-Gudule de Bruxelles ; les témoins de la transaction appartiennent à deux monastères affiliés à la Congrégation de Windesheim, : le prieuré Notre-Dame de la Rose de Jéricho à Bruxelles et le prieuré de Bethléem,.

### Autres ouvrages
Les autres ouvrages d'Arnold Gheyloven sont conservés sous forme manuscrite dans différentes bibliothèques ; plusieurs d'entre eux sont autographes :

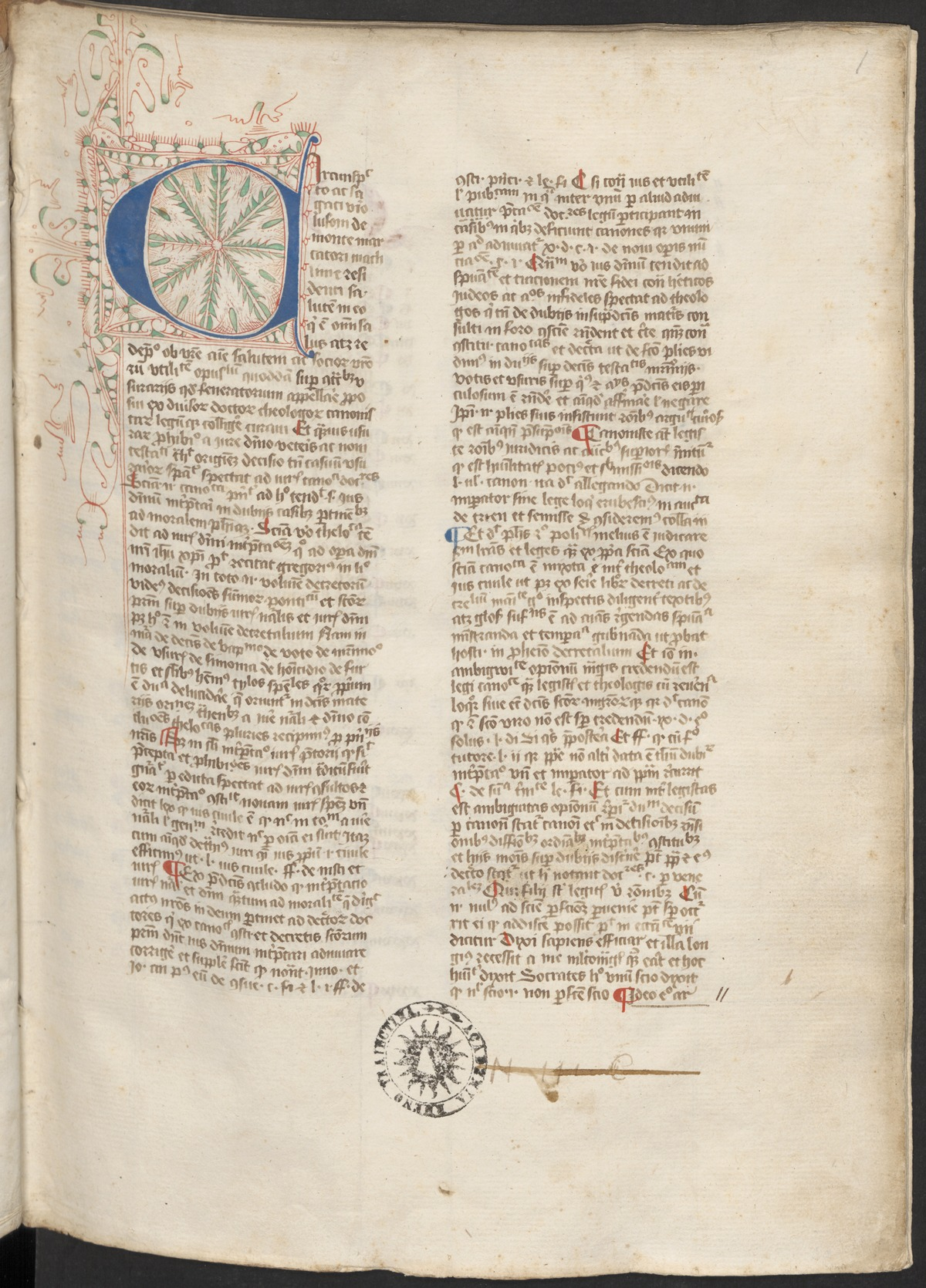
Début du Foeneratorium, Ms. 611 de la Bibliothèque universitaire d'Utrecht

- Vaticanus ou Opus vaticanum, un manuscrit qu'Arnold achève le 22 juillet 1424 est une compilation « ex diversis libris et diversis historiographis quos vidi et audivi in Ytalia, tam Bononie quam Padue, dum eram ibidem studens »[N 3] ; il comporte trois parties : un Speculum philosophorum et poetarum ; un Vocabularium ; un Tractatus de arte faciendi collationnes[14][15]. Ce manuscrit est aujourd'hui partagé entre la Bibliothèque Mazarine à Paris (cote Ms. 1563)[16] et la Bibliothèque royale de Belgique (cote 1169-70)[17],[18] ; au premier folio du manuscrit de la Mazarine, Arnold est représenté dans une initiale historiée, en habit monastique, écrivant debout devant un meuble-pupitre[19]. Dans ce manuscrit, Arnold Gheyloven propose pour la première fois d'identifier l'auteur du poème De Vetula (longtemps attribué à Ovide) avec Richard de Fournival ; cette identification est aujourd'hui la plus communément admise[20],[21].
- Remissorium juris utriusque, dictionnaire de droit général et canonique en 2 volumes, commencé en Italie en 1403 alors qu'il est étudiant, achevé le 14 octobre 1429 et dédié au chancelier de Brabant, Jean Bont. Onze manuscrits en sont conservés[22].
- Sompnium doctrinale : traité d'éducation ; il se termine par une description allégorique de la forêt de Soignes où se situe le prieuré de Groenendael. Deux manuscrits sont conservés, l'un à la Bibliothèque universitaire d'Amsterdam (cote : I.H.5), l'autre à la Bibliothèque de Cambrai (cote Ms. 274)[23],[18].
- Tractatus de contractibus usurariis sive Foeneratorium (ou Confessionale foeneratorum) : ce traité sur les contrats ou prêts usuraires, conservé dans le Ms. 611 de la Bibliothèque universitaire d'Utrecht (nl), date de 1467 ; il provient de la Chartreuse Saint-Sauveur de la Nouvelle-Lumière, près d'Utrecht[24].